# بیلی مدیسن
بـِیلی مَدیسـِن (انگلیسی: Bailee Madison؛ زادهٔ ۱۵ اکتبر ۱۹۹۹) (برابر با ۲۳ مهر ۱۳۷۸) در فلوریدا یک هنرپیشه آمریکایی است. وی از سال ۲۰۰۶ میلادی تاکنون مشغول فعالیت است.
او در سال ۲۰۰۸ میلادی در سه شاخه مختلف برندهٔ جایزه هنرمند جوان و نیز برندهٔ «جایزهٔ مووی‌گاید» شد.

## گزیدهٔ فیلم‌شناسی

### سینما
- فرشتگان و دختران گاوچران (۲۰۱۲)
- از تاریکی نترس (۲۰۱۱)
- فقط باهاش کنار بیا (۲۰۱۱)
- نشانه نامرئی خودم (۲۰۱۰)
- محکومیت (۲۰۱۰)
- برادران (۲۰۰۹)
- فیبی در سرزمین عجایب (۲۰۰۸)
- پلی به سوی ترابیتیا (۲۰۰۷)
- قلب‌های تنها (۲۰۰۷)
- راهنمایی والدین (۲۰۱۲)
- غریبه‌ها: شکار در شب (۲۰۱۸)

### تلویزیون
- جادوگر خوب (۲۰۱۵ تا کنون)
- پرورشگاهی‌ها (۲۰۱۴ تا کنون)
- روزی روزگاری (۲۰۱۳–۲۰۱۲)
- قانون و نظم: واحد قربانیان ویژه (۲۰۱۰)
- نابودگر: ماجراهای سارا کانر (۲۰۰۸)
- دکتر هاوس (۲۰۰۷)
- جادوگران محله ویورلی (۲۰۰۷)